# Сєверна селищна рада (Краснодон)
Сєверна се́лищна ра́да — орган місцевого самоврядування у складі Краснодонської міської ради Луганської області. Адміністративний центр — селище міського типу Сєверний.

## Загальні відомості
- Територія ради: 2,59 км²
- Населення ради: 3 794 особи (станом на 2001 рік)
- Територією ради протікає річка Сіверський Донець.

## Населені пункти
Селищній раді підпорядковані населені пункти:
- смт Сєверний
- смт Сєверо-Гундорівський

## Склад ради
Рада складається з 20 депутатів та голови.
- Голова ради: Чучко Віктор Миколайович
- Секретар ради: Тараріна Ірина Миколаївна

### Керівний склад попередніх скликань
| ПІБ                      | Основні відомості                                                                      | Дата обрання | Дата звільнення |
| ------------------------ | -------------------------------------------------------------------------------------- | ------------ | --------------- |
| Ларьов Георгій Дмитрович | Селищний голова, 1952 року народження, безпартійний                                    | 26.03.2006   | 11.07.2008      |
| Чучко Віктор Миколайович | Селищний голова, 1945 року народження, освіта середня спеціальна, безпартійний         | 30.11.2008   | 31.10.2010      |
| Чучко Віктор Миколайович | Селищний голова, 1945 року народження, освіта середня спеціальна, член Партії регіонів | 31.10.2010   |                 |

Примітка: таблиця складена за даними джерела

### Депутати
За результатами місцевих виборів 2010 року депутатами ради стали:

#### За суб'єктами висування
| Суб'єкт висування                                       | Кількість обраних депутатів | %  |
| ------------------------------------------------------- | --------------------------- | -- |
| Партія регіонів                                         | 16                          | 80 |
| Політична партія Всеукраїнське об'єднання «Батьківщина» | 3                           | 15 |
| Комуністична партія України                             | 1                           | 5  |

#### За округами
| № округу                                                | Прізвище, ім'я, по батькові     | Дата визнання обраним | Освіта         | Партійна приналежність                        | Відомості про обраного депутата                                                       |
| ------------------------------------------------------- | ------------------------------- | --------------------- | -------------- | --------------------------------------------- | ------------------------------------------------------------------------------------- |
| Комуністична партія України                             |                                 |                       |                |                                               |                                                                                       |
| 3                                                       | Головєшкін Володимир Михайлович | 01.11.2010            | Освіта середня | позапартійний                                 | ДВАТ "Шахта «Суходільська-Східна», гірничий майстер                                   |
| Партія регіонів                                         |                                 |                       |                |                                               |                                                                                       |
| 1                                                       | Петрова Марія Миколаївна        | 01.11.2010            | Освіта вища    | позапартійна                                  | Сєверна селищна рада, спеціаліст-юрист                                                |
| 2                                                       | Тимченко Тамара Григорівна      | 01.11.2010            | Освіта вища    | позапартійна                                  | Загальноосвітня школа № 16, вчитель                                                   |
| 4                                                       | Шакула Наталія Анатоліївна      | 01.11.2010            | Освіта вища    | член Партії регіонів                          | Сєверна селищна рада, касир                                                           |
| 5                                                       | Рудковська Світлана Миколаївна  | 01.11.2010            | Освіта вища    | член Партії регіонів                          | Сєверна селищна рада, головний бухгалтер                                              |
| 6                                                       | Дорошенко Галина Миколаївна     | 01.11.2010            | Освіта вища    | член Партії регіонів                          | Сєверна селищна рада, інспектор військово-облікового столу                            |
| 8                                                       | Мілінчук Тетяна Степанівна      | 01.11.2010            | Освіта середня | член Партії регіонів                          | Амбулаторія смт Сєверний, сімейна медична сестра                                      |
| 9                                                       | Куряча Лариса Миколаївна        | 01.11.2010            | Освіта середня | член Партії регіонів                          | приватний підприємець                                                                 |
| 10                                                      | Альохін Роман Олександрович     | 01.11.2010            | Освіта середня | позапартійний                                 | приватний підприємець                                                                 |
| 11                                                      | Тараріна Ірина Миколаївна       | 01.11.2010            | Освіта вища    | член Партії регіонів                          | Сєверна селищна рада, секретар ради                                                   |
| 13                                                      | Шевченко Олена Сергіївна        | 01.11.2010            | Освіта середня | позапартійна                                  | СП "Шахтоуправління «Суходільське — Східне» ВАТ «Краснодонвугілля», оператор          |
| 14                                                      | Сенчуков Віталій Вікторович     | 01.11.2010            | Освіта вища    | член Партії регіонів                          | СП "Шахтоуправління «Суходільське — Східне» ВАТ «Краснодонвугілля», гірничий робітник |
| 15                                                      | Левіщев Валентин Євгенович      | 01.11.2010            | Освіта середня | член Партії регіонів                          | СП "Шахтоуправління «Суходільське — Східне» ВАТ «Краснодонвугілля», гірничий май стер |
| 16                                                      | Медведєва Надія Олександрівна   | 01.11.2010            | Освіта вища    | член Партії регіонів                          | Сєверо-Гундорівська загальноосвітня школа № 13, культорганізатор                      |
| 17                                                      | Богучарова Катерина Михайлівна  | 01.11.2010            | Освіта вища    | член Партії регіонів                          | Сєверо-Гундорівська загальноосвітня школа № 13, вчитель російської мови та літератури |
| 18                                                      | Жилінська Оксана Анатоліївна    | 01.11.2010            | Освіта вища    | член Партії регіонів                          | Комунальна установа «ДЕУ», телефоністка                                               |
| 19                                                      | Кірсанов Петро Федорович        | 01.11.2010            | Освіта середня | член Партії регіонів                          | СП "Шахтоуправління «Суходільське — Східне» ВАТ «Краснодонвугілля», гірничий робітник |
| Політична партія Всеукраїнське об'єднання «Батьківщина» |                                 |                       |                |                                               |                                                                                       |
| 7                                                       | Шмідт Марина Вікторівна         | 01.11.2010            | Освіта вища    | член Всеукраїнського об'єднання «Батьківщина» | Сєверна загальноосвітня школа № 16, вчитель початкових класів                         |
| 12                                                      | Долгова Юлія Сергіївна          | 01.11.2010            | Освіта вища    | член Всеукраїнського об'єднання «Батьківщина» | КП ЖЕК№ 10, економіст                                                                 |
| 20                                                      | Тітенко Надія Йосипівна         | 01.11.2010            | Освіта вища    | член Всеукраїнського об'єднання «Батьківщина» | Комунальна установа «ДЕУ», телефоністка                                               |